# Teatr Avis
Teatr Avis to nowosolski teatr młodzieżowy założony w 2000 przez Alicję Chyżak-Fitas. Siedziba teatru znajduje się w Nowosolskim Domu Kultury przy ul. Józefa Piłsudzkiego.

## Historia
Teatr Avis powstał w 2000 z inicjatywy Alicji-Chyżak Fitas i ówczesnego dyrektora Liceum Ogólnokształcącego im. K.K. Baczyńskiego w Nowej Soli Tadeusza Bartoszewskiego, któremu zależało na stworzeniu teatru. Pierwszą produkcją zespołu był spektakl „Skazać” na podstawie prozy Franza Kafki, który swoją premierę miał pierwszego marca 2001 i został zaprezentowany dla uczniów nowosolskiego liceum. W przedstawieniu tym brało udział dziesięciu aktorów. Pierwszym większym sukcesem teatru był tytuł Laureata Wojewódzkiego Przeglądu Teatrów Amatorskich w Zielonej Górze w 2004 ze spektaklem „Czerwone buciki”. Następne lata obfitowały w wiele wojewódzkich lub ogólnopolskich nagród na takich festiwalach jak Arlekinada czy SOFFT. W 2014 teatr otrzymał dwie nominacje do reprezentowania województwa w Ogólnopolskim Konkursie TVP „Teatr w Internecie”. Po latach działalności w Liceum Ogólnokształcącym im. K.K. Baczyńskiego teatrem zainteresował się Nowosolski Dom Kultury, który od 2015 objął mecenatem grupę Avis. Tym samym od 2015 siedzibą teatru jest Nowosolski Dom Kultury. 29 marca 2019 miała miejsce premiera spektaklu „Parafanały” opowiadającego o wierzeniach starosłowiańskich. Spektakl odbił się szerokim echem na polskiej scenie teatrów plastycznych i zdobył wiele nagród m.in. 1 miejsce na XIX Ogólnopolskim Festiwalu Teatrów Marcinek w Poznaniu, 1 miejsce na 36. Ogólnopolskich Młodzieżowych Konfrontacjach Teatralnych Centrum w Łodzi czy 2 miejsce na XVII Ogólnopolskim Festiwalu Teatralnym „Arlekinada” w Inowrocławiu i wiele więcej. Z powodu pandemii teatr musiał zaprzestać pracy, w latach 2020–2023 miała miejsce tylko jedna premiera „Polowanie na Ćmę”, sam spektakl zagrano tylko trzy razy. Najnowszą produkcją teatru jest spektakl „Światłocień” (2024), który opowiadał o historii dziewczyn z obozu Neusalz. Pokazana historia zdobyła wiele ogólnopolskich nagród grupowych i aktorskich. Oprócz nagród na festiwalach teatr zdobył też nagrodę od marszałka Województwa Kujawsko-Pomorskiego Piotra Całbeckiego oraz nagrodę Prezydenta Miasta Nowa Sól Jacka Milewskiego. Od 2000 scenariusz i reżyseria to zasługa Alicji Chyżak-Fitas.

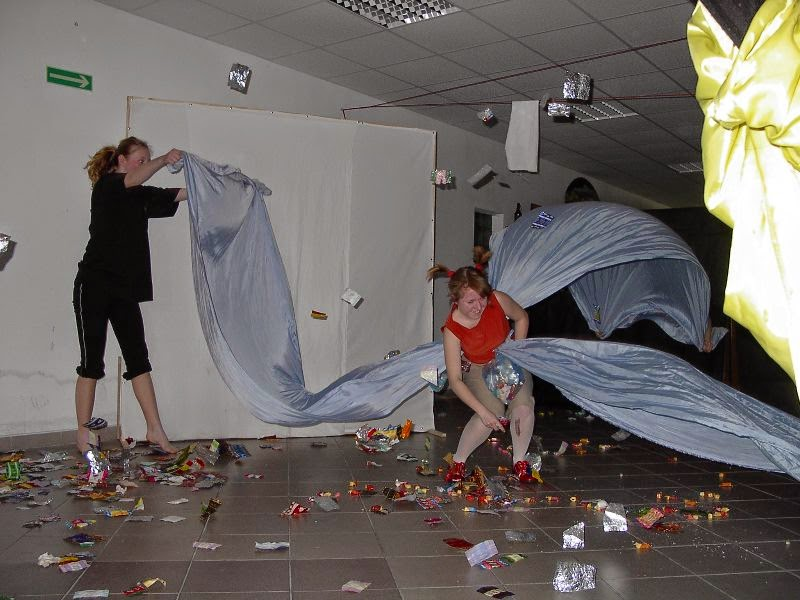
Premiera spektaklu „Czerwone Buciki” 17.04.2004

## Spektakle
Na przestrzeni lat 2000–2024 Teatr Avis wystawił 24 spektakle. Oto ich lista wraz z rokiem premiery;

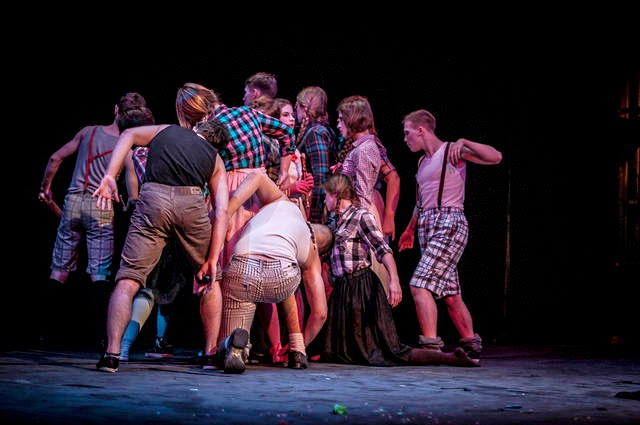
Spektakl „Sztukmistrz” 2015

- „Skazać” (2001)
- „Portret” (2001)
- „Odlecieć Stąd” (2002)
- „Trzy Kobiety” (2002)
- „Lekcja” (2002)
- „Dziecina” (2003)
- „Odbicie” (2004)
- „Czerwone Buciki” (2004)
- „Kto tam?” (2005)
- „Usta pełne chleba” (2008)
- „Wędrowanie” (2009)
- „Weselnik” (2010)
- „Wesoło wam?” (2011)
- „Oczy matki” (2012)
- „Bożęta” (2013)
- „Królowa Szach” (2013)
- „Siewca” (2014)
- „Sztukmistrz” (2015)
- „Lęg(k) na łowisku” (2016)[8]
- „Iustitia” (2016)
- „Narcyz” (2018)
- „Parafnały” (2019)[3]
- „Polowanie na ćmę” (2021)[6]
- „Światłocień” (2024)[9]

## Osiągnięcia
Na przestrzeni lat Teatr Avis zdobył wiele nagród oraz nominacji indywidualnych i grupowych. Oto ich chronologiczna lista:
- Nagroda aktorska dla Aleksandry Maliszewskiej za spektakl „Odlecieć Stąd” na Wojewódzkim Przeglądzie Teatrów Amatorskich w Zielonej Górze (2003)
- Tytuł Laureata Wojewódzkiego Przeglądu Teatrów Amatorskich za spektakl „Czerwone Buciki” (2004)
- Nagroda Lubuskiego Kuratora Oświaty w Zielonej Górze za spektakl „Czerwone Buciki” (2004)
- Wyróżnienie na Forum Teatrów Szkolnych w Poznaniu za spektakl „Czerwone Buciki” (2005)
- Nagroda za reżyserie dla Alicji Chyżak-Fitas na Forum Teatrów Szkolnych w Poznaniu za spektakl: Czerwone Buciki” (2005)
- I miejsce na I Ogólnopolskim Przeglądzie Sztuk Teatralnych „Porozmawiajmy o AIDS” w Gorzowie Wielkopolskim (etap wojewódzki) za spektakl „Odbicie” (2005)
- Nagroda Aktorska dla Aleksandry Maliszewskiej za kreacje aktorską w spektaklu „Odbicie” na Ogólnopolskim Przeglądzie Sztuk Teatralnych „Porozmawiajmy o Aids” we Wrocławiu (etap ogólnopolski) (2005)
- Nagroda Aktorska Bartosza Pieca za kreacje aktorską w spektaklu „Odbicie” na Ogólnopolskim Przeglądzie Sztuk Teatralnych „Porozmawiajmy o Aids” we Wrocławiu w 2005 r. (etap ogólnopolski) (2005)
- Tytuł Laureata Wojewódzkiego Przeglądu Teatrów Amatorskich w Zielonej Górze ze spektaklem „Kto tam?” (2005)
- Nagroda Ministra Kultury i Dziedzictwa Narodowego podczas Wojewódzkiego Przeglądu Teatrów Amatorskich w Zielonej Górze za spektakl „Kto tam?” (2005)
- Laureat Ponoworocznych Konfrontacji Teatralnych w Zielonej Górze w roku 2009 za spektakl „Usta pełne chleba” (2009)
- Nagroda Wojewody Lubuskiego na Ponoworocznych Konfrontacjach Teatralnych w Zielonej Górze za spektakl „Usta pełne chleba” (2009)
- Grand Prix na Ogólnopolskim Festiwalu Teatralnym SOFFT w Szczecinie za spektakl „Usta pełne chleba” (2009)
- Wyróżnienie aktorskie Mateusza Maleckiego na Ogólnopolskim Festiwalu Małych Form Teatralnych „Arlekinada” w Inowrocławiu za spektakl „Weselnik” (2010)
- Wyróżnienie na Ponoworocznych Konfrontacjach Teatralnych w Zielonej Górze w 2011 roku za spektakl „Wesoło Wam?” (2011)
- Wyróżnienie podczas X Ogólnopolskiego Festiwalu Małych Form Teatralnych Arlekinada w Inowrocławiu za spektakl „Oczy matki” (2012)
- Laureat Ponoworocznych Konfrontacji Teatralnych w Zielonej Górze za spektakl „Bożęta” (2013)
- Nominacja do reprezentowania województwa w Ogólnopolskim Konkursie TVP „Teatr w Internecie” – spektakl „Bożęta” (2014)
- II miejsce na Ogólnopolskim Festiwalu Małych Form Teatralnych Arlekinada w Inowrocławiu za spektakl „Siewca” (2014)
- Nominacja do reprezentowania województwa w Ogólnopolskim Konkursie TVP „Teatr w Internecie” – spektakl „Siewca” (2014)
- Laureat Ponoworocznych Konfrontacji Teatralnych w Zielonej Górze za spektakl „Sztukmistrz” (2015)[4]
- I miejsce na Ogólnopolskim Festiwalu Teatrów „Marcinek” w Poznaniu za spektakl „Lęg(k) na łowisku” (2016)
- I miejsce na Ogólnopolskim Festiwalu Małych Form Teatralnych „Arlekinada” w Inowrocławiu za spektakl „Lęg(k) na łowisku” (2016)
- Nagroda dla najlepszego reżysera dla Alicji Chyżak-Fitas na Ogólnopolskim Festiwalu Małych Form Teatralnych „Arlekinada” w Inowrocławiu za spektakl „Lęg(k) na łowisku” (2016)
- wyróżnienie aktorskie dla Kamila Tomesa za kreację sceniczną na Ogólnopolskim Festiwalu Małych Form Teatralnych „Arlekinada” w Inowrocławiu za spektakl „Lęg(k) na łowisku” (2016)
- Wyróżnienie na Ponoworocznych Konfrontacjach Teatralnych w Gorzowie Wielkopolskim za spektakl „Lęg(k) na łowisku” (2017)
- II miejsce na Ogólnopolskim Festiwalu Teatrów „Marcinek” w Poznaniu za spektakl „Lęg(k) na łowisku” (2017)
- Wyróżnienie za plastykę na Festiwalu Małych Form Teatralnych w Czarnkowie za spektakl „Narcyz” (2018)
- I miejsce i nagroda główna jury profesjonalnego na XIX Ogólnopolskim Festiwalu Teatrów Marcinek w Poznaniu za spektakl „Parafanały” (2019)
- I miejsce i nagroda główna jury studenckiego na XIX Ogólnopolskim Festiwalu Teatrów Marcinek w Poznaniu za spektakl „Parafanały” (2019)
- Wyróżnienie aktorskie dla Julii Rompalskiej na XIX Ogólnopolskim Festiwalu Teatrów Marcinek w Poznaniu za spektakl „Parafanaly” (2019)

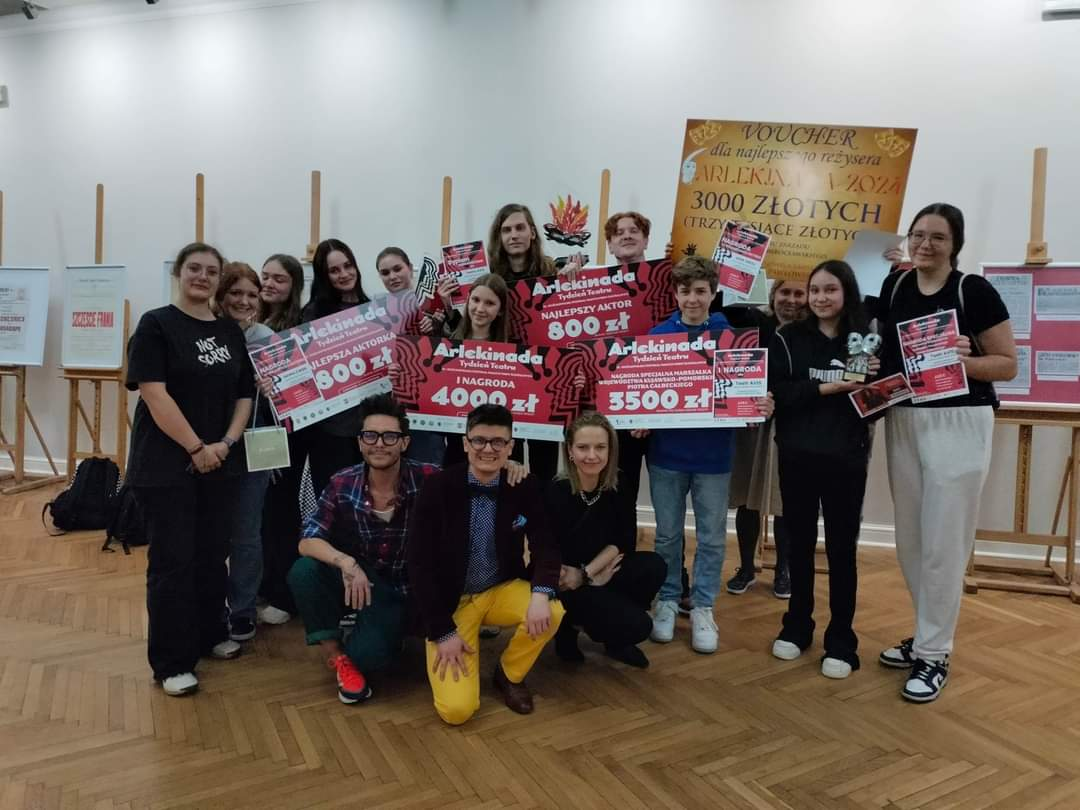
Teatr Avis na Arlekinadzie 2024

- Nagroda główna za najlepszą etiudę teatralną na XVI Młodzieżowych Ogólnopolskich Zatargach z Teatrem w Bolesławcu (2019)
- III miejsce na XVI Młodzieżowych Ogólnopolskich Zatargach z Teatrem w Bolesławcu za spektakl „Parafanały” (2019)
- Wyróżnienie aktorskie dla Julii Rompalskiej na XVI Młodzieżowych Ogólnopolskich Zatargach z Teatrem w Bolesławcu za spektakl „Parafanały” (2019)
- Wyróżnienie aktorskie dla Oliwii Ciosek na XVI Młodzieżowych Ogólnopolskich Zatargach z Teatrem w Bolesławcu za spektak; „Parafanały” (2019)
- II miejsce na XVII Ogólnopolskim Festiwalu Teatralnym „Arlekinada” w Inowrocławiu za spektakl „Parafanały” (2019)
- Nagroda za najlepszą scenografię dla Alicji Chyżak-Fitas na XVII Ogólnopolskim Festiwalu Teatralnym „Arlekinada” w Inowrocławiu za spektakl „Parafanały” (2019)
- Nagroda za najlepszą kreację aktorską dla Julii Rompalskiej na XVII Ogólnopolskim Festiwalu Teatralnym „Arlekinada” w Inowrocławiu za spektakl „Parafanały” (2019)
- Wyróżnienie aktorskie dla Michała Dynaka na XVII Ogólnopolskim Festiwalu Teatralnym „Arlekinada” w Inowrocławiu za spektakl „Parafanały” (2019)
- Nagroda główna dla najlepszej aktorki Julii Rompalskiej od jury rady miejskiej młodych na XVII Ogólnopolskim Festiwalu Teatralnym „Arlekinada” w Inowrocławiu za spektakl „Parafanały” (2019)
- I miejsce od jury młodych na XVII Ogólnopolskim Festiwalu Teatralnym „Arlekinada” w Inowrocławiu za spektakl „Parafanały” (2019)
- Nagroda za najlepszą kreację aktorską dla Oliwii Ciosek od jury młodych na XVII Ogólnopolskim Festiwalu Teatralnym „Arlekinada” w Inowrocławiu za spektakl „Parafanały” (2019)
- I miejsce na 36. Ogólnopolskich Młodzieżowych Konfrontacjach Teatralnych Centrum w Łodzi za spektakl „Parafanały”
- Nagroda za najlepszą scenografię dla Alicji Chyżak-Fitas na 36. Ogólnopolskich Młodzieżowych Konfrontacjach Teatralnych Centrum w Łodzi za spektakl „Parafanały” (2019)
- Nagroda aktorska dla Michała Dynaka na 36. Ogólnopolskich Młodzieżowych Konfrontacjach Teatralnych Centrum w Łodzi za spektakl „Parafanały” (2019)
- Nominacja Teatru Avis do finału V lubuskiej gali Pro Arte ze spektaklem „Parafanały” (2019)[3]
- Wyróżnienie na Ogólnopolskim Festiwalu Teatralnym „Arlekinada” w Inowrocławiu za spektakl „Polowanie na Ćmę” (2022)
- Nagroda za najlepsza scenografię dla Alicji Chyżak-Fitas na Ogólnopolskim Festiwalu Teatralnym „Arlekinada” w Inowrocławiu za spektakl „Polowanie na Ćmę” (2022)[10]
- Wyróżnienie na XIX Młodzieżowych Ogólnopolskich Zatargach z Teatrem w Bolesławcu za spektakl „Światłocień” (2024)
- Nagroda za etiudę na XVI Młodzieżowych Ogólnopolskich Zatargach z Teatrem w Bolesławcu (2024)
- Wyróżnienie aktorskie dla Juliana Lisa na XIX Młodzieżowych Ogólnopolskich Zatargach z Teatrem w Bolesławcu za spektakl „Światłocień” (2024)[11]
- I miejsce na XXI Ogólnopolskim Festiwalu Małych Form Teatralnych „Arlekinada” za spektakl „Światłocień” (2024)
- Nagroda najlepszej aktorki festiwalu dla Iwony Ćwiek na XXI Ogólnopolskim Festiwalu Małych Form Teatralnych „Arlekinada” za spektakl „Światłocień” (2024)
- Nagroda najlepszego aktora dla Igora Firleja na XXI Ogólnopolskim Festiwalu Małych Form Teatralnych „Arlekinada” za spektakl „Światłocień” (2024)
- Nagroda Specjalna Marszałka Województwa Kujawsko-Pomorskiego Piotra Całbeckiego na XXI Ogólnopolskim Festiwalu Małych Form Teatralnych „Arlekinada” za spektakl „Światłocień” (2024)
- Nagroda za reżyserie dla Alicji Czyżak-Fitas na XXI Ogólnopolskim Festiwalu Małych Form Teatralnych „Arlekinada” za spektakl „Światłocień” (2024)[12]
- Nagroda od prezydenta miasta Nowa Sól Jacka Milewskiego za promowanie historii powiatu – spektakl „Światłocień” (2024)[7]
- I Miejsce na Ogólnopolskim Festiwalu Konfrontacje z Teatrem w Łodzi 2024 za spektakl „Światłocień” (2024)
- Wyróżnienie aktorskie dla Iwony Ćwiek na Ogólnopolskim Festiwalu Konfrontacje z Teatrem w Łodzi 2024 za spektakl „Światłocień” (2024)[13][14]